# Bruno Nicolas Foubert de Bizy
Pour les articles homonymes, voir Foubert.
Bruno Nicolas Foubert de Bizy, né le 10 octobre 1733 à Paris, mort le 10 novembre 1818 à Stotzheim (Bas-Rhin), est un général de la révolution française.

## États de service
Il entre en service en 1743, dans le Régiment de Lowendal, il passe major dans le génie en 1779. Il est fait chevalier de l’ordre royal et militaire de Saint-Louis.
Il est promu général de brigade le 8 mars 1793 à l’armée du Rhin, et général de division le 13 juin 1795 à l’armée de Rhin-et-Moselle. 
Le 27 juin 1796, il est admis à la retraite.
Il meurt le 10 novembre 1818 à Stotzheim.

## Sources
- (en) « Generals Who Served in the French Army during the Period 1789 - 1814: Eberle to Exelmans »
- Baptiste-Pierre Courcelles, Dictionnaire historique et biographique des généraux français : depuis le onzième siècle jusqu'en 1823, vol.9, l’Auteur, 1823, 558 p. (lire en ligne), p. 513.
- (pl) « Napoléon.org.pl »